# Junior Brítez
Junior Ariel Brítez Chávez (Carapeguá, Paraguay; 19 de enero de 1997) es un futbolista paraguayo. Juega de centrocampista y su equipo actual es Blooming de la Primera División de Bolivia.

## Clubes
| Club                        | País     | Año               |
| --------------------------- | -------- | ----------------- |
| Olimpia                     | Paraguay | 2015 - 2017       |
| Sportivo Luqueño (Préstamo) | Paraguay | 2017 - 2018       |
| Olimpia                     | Paraguay | 2018 - 2019       |
| Ponte Preta                 | Brasil   | 2019              |
| Náutico                     | Brasil   | 2020              |
| 12 de Octubre               | Paraguay | 2021              |
| Blooming                    | Bolivia  | 2022 - Actualidad |

## Palmarés

### Campeonatos nacionales
| Título          | Club    | País     | Año  |
| --------------- | ------- | -------- | ---- |
| Torneo Clausura | Olimpia | Paraguay | 2015 |
| Torneo Clausura | Olimpia | Paraguay | 2018 |

- Datos: Q38895024